# Diane Neal
Diane Neal (Alexandria, Virginia, 17. studenog 1975.) je američka glumica najpoznatija po ulozi PT Casey Novak u seriji Zakon i red: Odjel za žrtve. Također je imala nastup u epizodi treće sezone "Ridicule", kao silovateljica prije nego što se pridružila glavnoj glumačkoj postavi kao PT Novak. 
Nealina obitelj se preselila u Colorado dok je još bila mlada. Išla je na medicinsko sveučilište, no odustala je zbog manekenske karijere. Neal je studirala arheologiju u Izraelu i Egiptu. U jednom dijelu bila je i natjecateljica u klizanju u ledu. Neal je najmlađa od tri sestre i od 9. srpnja 2005. u braku je s Marcusom Fitzgeraldom.

## Filmografija
Dracula III: Legacy (2005) (V) .... Elizabeth Blaine 

Zakon i red: Odjel za žrtve (1999) TV Serija .... PT Casey Novak (2003-2008)

Dracula II: Ascension (2003) (V) .... Elizabeth Blaine 

Preporođen (2003) .... Natasha 

## Ostale uloge
- Zakon i red: Suđenje pred porotom  glumi "PT Casey Novak" u epizodi: "Noć (Night)" 3. svibnja 2005.
- Hack  glumi "Patricia Bennet" u epizodi: "Muževi i žene" 8. studenog 2002.
- The American Embassy  glumi "Molly Pierce" u epizodi: "Pilot" 11. ožujka 2002.
- Zakon i red: Odjel za žrtve  glumi "Amelia Chase" u epizodi: "Ridicule" 14. prosinca 2001.
- Ed  glumi "Vanessa" u epizodi: "Loyalties" 20. veljače 2001.

## Vanjske poveznice
- Diane Neal u internetskoj bazi filmova IMDb-u (engl.)